# تپه سوروبالا
تپه سوروبالا مربوط به سده‌های میانه دوران‌های تاریخی پس از اسلام است و در شهرستان گلشن دهستان جالق، روستای سورو، سورو بالا، پشت نانوایی واقع شده و این اثر در تاریخ ۱۳ آبان ۱۳۸۶ با شمارهٔ ثبت ۱۹۷۷۹ به‌عنوان یکی از آثار ملی ایران به ثبت رسیده است.